# رفيق تاجي
[[]]
رفيق ناظر أوغلو تاغييف (بالأذرية: Rafiq Nəzir oğlu Tağıyev) ، (1950 - 2011) هو صحفي وكاتب قصص قصيرة أذربيجاني ولد في يوم 5 أغسطس 1950 في خوشكوبانلي ، عمل في صحيفة سنات. عرف بانتقاده للإسلام مما أدى لسجنه وثم اغتياله في نوفمبر 2011 في منزله في باكو، بعد أن صدرت عدة فتاوى قتل له ضده في أذربيجان وإيران.

## سيرته
ولد رفيق تاجي في 5 أغسطس 1950 في قرية خوششوبانلي التابعة لمنطقة ماسالي ، وفي عام 1966 تخرج من مدرسة قرية تكلا الثانوية في منطقة ماسالي ، وفي عام 1972 تخرج من كلية العلاج والوقاية في المعهد الطبي الحكومي الأذربيجاني ، وفي الفترة ما بين 1981 - 1983 درس في الإقامة السريرية للطب الباطني في معهد موسكو الطبي ، وفي 1972 - 1974 ، عمل كرئيس الأطباء في العيادة الخارجية لقرية يولتشوبيلي ، وفي 1974 - 1979 ، كرئيس الأطباء في مستشفى قرية حسنلي ، منطقة ماسالي ، وفي عام 1979 ، عاد معالج ميداني في مستوصف مدينة كوناكوفو بمنطقة كالينين في روسيا ، وفي عام 1979-1983 تم نقله الي مستشفى مدينة موسكو السريري رقم 23 ، اما في عام 1983 - 1990 تم تعيينه في محطة الطوارئ والمساعدة الطبية العاجلة في موسكو.

## إعتقاله
في نوفمبر 2006، ألقي القبض عليه بسبب مقال "أوروبا ونحن" المنشور في صحيفة "سانيت" الصادرة في باكو، وحكم عليه بالسجن لمدة 3 سنوات بموجب حكم محكمة منطقة سابيل بمدينة باكو بتاريخ 4 مايو ، 2007 ، وقد أُدين بموجب المادة 283 من القانون الجنائي لجمهورية أذربيجان (التحريض على العداء القومي والعنصري والديني) ، وتم إطلاق سراحه بموجب مرسوم العفو الصادر عن رئيس جمهورية أذربيجان إلهام علييف بتاريخ 28 ديسمبر 2007 .

## اغتياله ووفاته
بتاريخ 19 نوفمبر 2011 قام مجهولون بطعنه ، ورغم إجراء عملية جراحية له إلا أنه لم يكن من الممكن إنقاذ حياته ، واشارت الاخبار الي ان الدوافع من طعنه قد تكون له علاقة بمقاله تحت عنوان "إيران والحتمية" ، فد أصدر احد رجال الدين الإيرانيين ويدعي فاضل لنكراني فتوى تجيز قتل رفيق تاجي ، فقد نشر نجل فاضل لنكراني ، بيانًا على الموقع الرسمي لوالده وكتب عن القاتل: "الشخص الذي أرسل شخصًا أهان أولياء الإسلام إلى الجحيم سينال أجرًا كبيرًا" ، الا ان الصحفي النور مجدلي خالف الراي وقال أن رفيق تاجي قُتل على يد وزارة الأمن الوطني بسبب كتاباته التي تنتقد السلطات الأذربيجانية ، وبحسب الصحفي فإن مقتل رفيق تاجي نفذه الجنرال السابق في الحركة الوطنية السورية عاكف تشوفداروف ، وتوفي رفيق تاغي في 23 نوفمبر 2011 في المستشفى رقم 1 في باكو.